# Abraham Sjöström

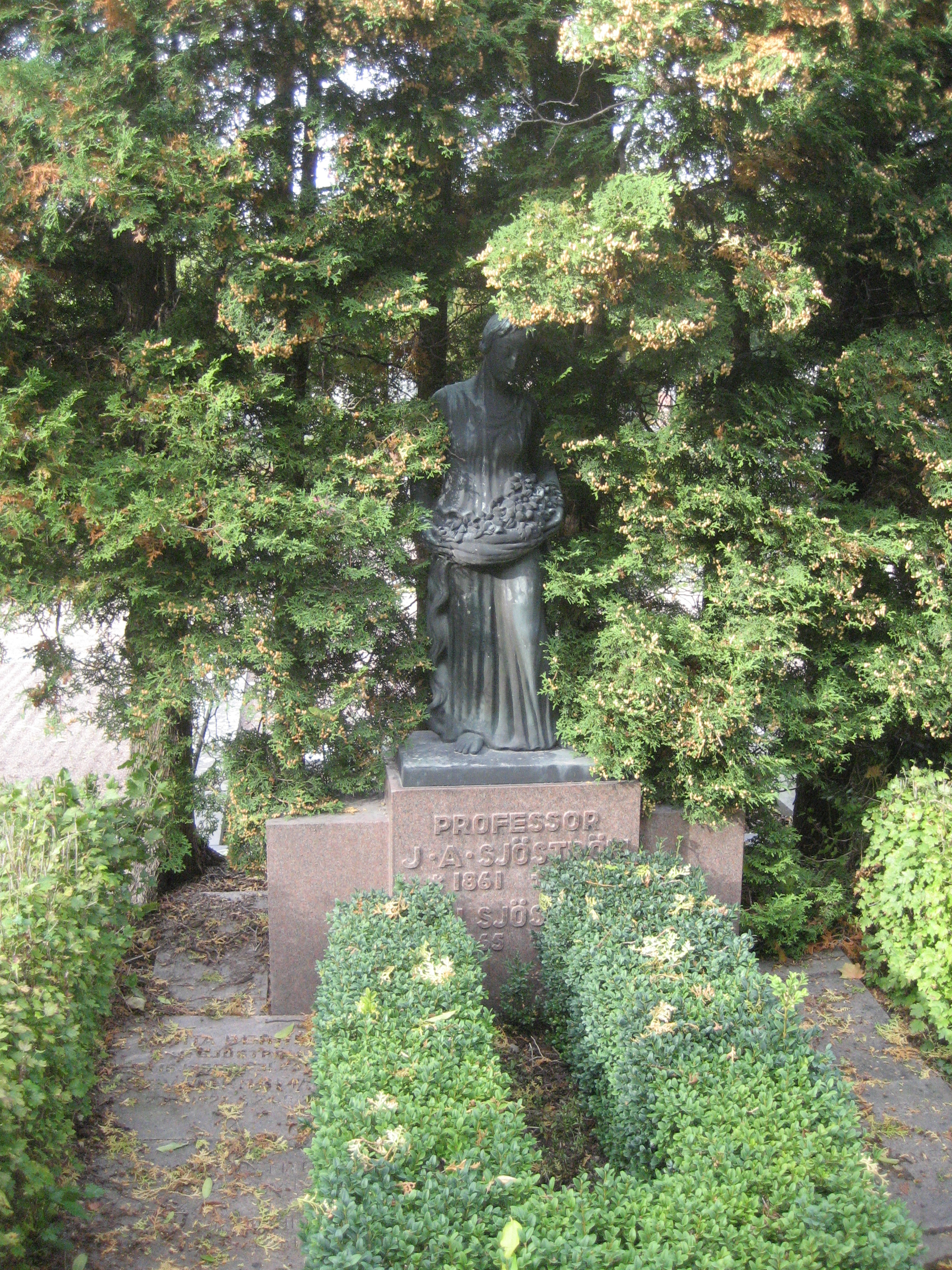
Abraham Sjöströms grav på Uppsala gamla kyrkogård.

Johan Abraham Sjöström, född den 3 juni 1861 i Västerås, död den 25 juni 1933 i Uppsala, var en svensk agronom.
Sjöström blev student vid Uppsala universitet 1879. Han avlade filosofie kandidatexamen där 1881 och bedrev studier för filosofie licentiatexamen 1881–1883. Sjöström var assistent vid Kemiska stationen i Västerås 1883–1888, elev vid Alnarps lantbruksinstitut 1888–1889 och lärare vid Alnarp 1889–1902. Han blev lektor i jordbrukslära och lantbruksekonomi vid Ultuna lantbruksinstitut 1902 och var rektor och styrelsesekreterare där 1902–1928. Sjöström blev ledamot av Kungliga Lantbruksakademien 1903 och tilldelades professors namn, heder och värdighet 1909. Han var medredaktör av tidskriften Lantmannen 1913–1917. Bland hans skrifter märks Handbok i redskapslära (1907), Handbok i jordbruksekonomi (1909, tillsammans med Herman Juhlin-Dannfelt), Uppsala läns hushållningssällskap 1815–1915 (tillsammans med Samuel Ebbe Bring, 2 band, 1915–1916) och Huvuddragen av det svenska jordbrukets utveckling 1871–1919 (1922).